# Dendrolagus goodfellowi
Dendrolagus goodfellowi là một loài thú có túi thuộc họ Macropodidae, một họ gồm kangaroo, wallaby và họ hàng, và chi Dendrolagus, với mười một loài khác. Đây là loài bản địa của những khu rừng mưa Papua New Guinea, và vùng biên giới với Tây New Guinea của Indonesia. Theo phân loại của IUCN, loài này được liệt kê là một loài bị đe dọa, kết quả của việc săn bắt quá mức và phá hoại môi trường của con người. Tên loài được đặt theo tên nhà thu thập người Anh Walter Goodfellow.